# Fresnes-en-Saulnois

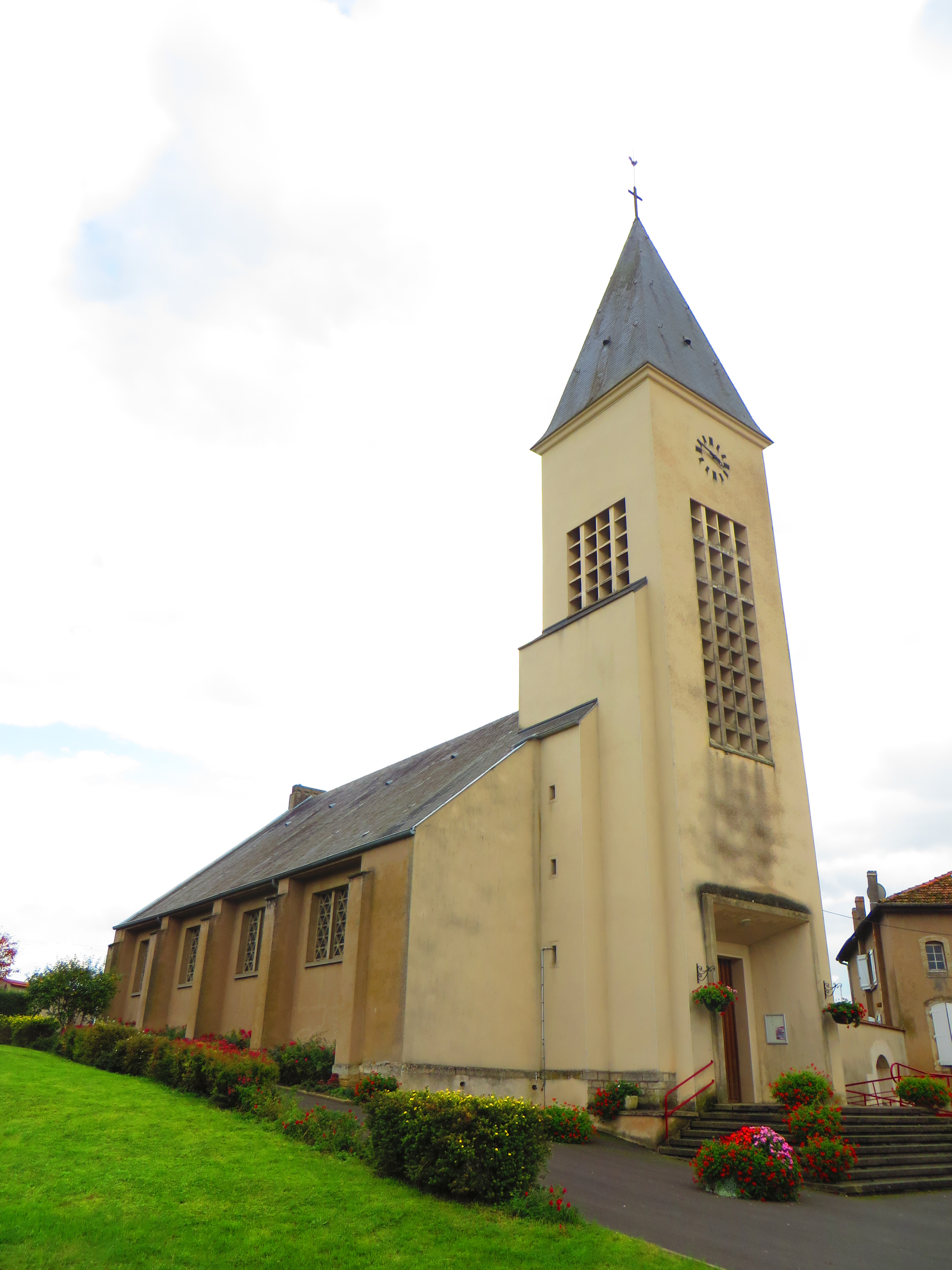
Kirche St. Denis

Fresnes-en-Saulnois ist eine französische Gemeinde mit 197 Einwohnern (Stand 1. Januar 2022) im Département Moselle in der Region Grand Est (bis 2015 Lothringen). Sie gehört zum Arrondissement Sarrebourg-Château-Salins.

## Geographie
Die Gemeinde Fresnes-en-Saulnois liegt in Lothringen im Saulnois (Salzgau), vierzig Kilometer südöstlich von Metz und fünf Kilometer westlich von Château-Salins, unweit der südlich gelegenen Quelle des Flüsschens Osson und der nördlich gelegenen Quelle des Saint-Jean, auf einer Höhe zwischen 243 und 336 m über dem Meeresspiegel. Das Gemeindegebiet umfasst 12,9 km².

## Geschichte
Die Ortschaft gehörte früher zum Herzogtum Lothringen. In der Nähe lagen die Orte Féricourt und Buzoncourt, die im 17. Jahrhundert im Krieg zerstört wurden. 1783 wurden hier durch ein Gewitter mit Wolkenbruch acht Häuser vernichtet und elf Personen getötet.
Der Ort wurde 1661 von Frankreich annektiert.
Durch den Frankfurter Frieden vom 10. Mai 1871 kam die Region an das deutsche Reichsland Elsaß-Lothringen, und das Dorf wurde dem Kreis Château-Salins im Bezirk Lothringen zugeordnet. Die Dorfbewohner betrieben Getreidebau; am Ort gab es eine Mühle und zwei Ziegeleien.
Nach dem Ersten Weltkrieg musste die Region aufgrund der Bestimmungen des Versailler Vertrags 1919 an Frankreich abgetreten werden. Im Zweiten Weltkrieg war die Region von der deutschen Wehrmacht besetzt.
Der Ort trug 1915–1919 den eingedeutschten Namen Eschen bzw. 1941–44 Eschen am Wald (was sich auf den angrenzenden Stadtwald von Château-Salins bezog).

### Bevölkerungsentwicklung
| Jahr      | 1962 | 1968 | 1975 | 1982 | 1990 | 1999 | 2007 | 2018 |
| Einwohner | 192  | 200  | 184  | 172  | 175  | 178  | 176  | 190  |

## Wappen
Das redende Wappen zeigt eine Esche (französisch le frêne) Das Alérion erinnert an die frühere Zugehörigkeit zur lothringischen Kastellanei von Amance, die Fleur-de-Lys symbolisiert die Vereinigung mit dem Pays Messin (Metz und dessen Umland) durch König Ludwig XIV. im Jahr 1661.